# Негматов, Фарход
Фарход Негматов (род. 22 ноября 1989) — таджикский тхэквондист, призёр Азиатских игр.

## Карьера
В 2012 году на Олимпийских играх в весовой категории до 80 кг в первом же круге он уступил британцу Лутало Мухаммад. В 2014 году стал бронзовым призёром Азиатских игр.